# Ley de reciprocidad de Artin
La Ley de reciprocidad de Artin, establecida por Emil Artin en una serie de artículos (1924; 1927; 1930), es un teorema general en teoría de números que es parte central de la teoría de cuerpos de clases. El término "ley de reciprocidad" se refiere al conjunto de enunciados en teoría de números que ha generalizado, desde la ley de reciprocidad cuadrática y las leyes de reciprocidad de Eisenstein y Kummer hasta la fórmula del producto de Hilbert para los símbolos de Hilbert. Los hallazgos de Artin dan una solución parcial al noveno problema de Hilbert.